# Pantserschip

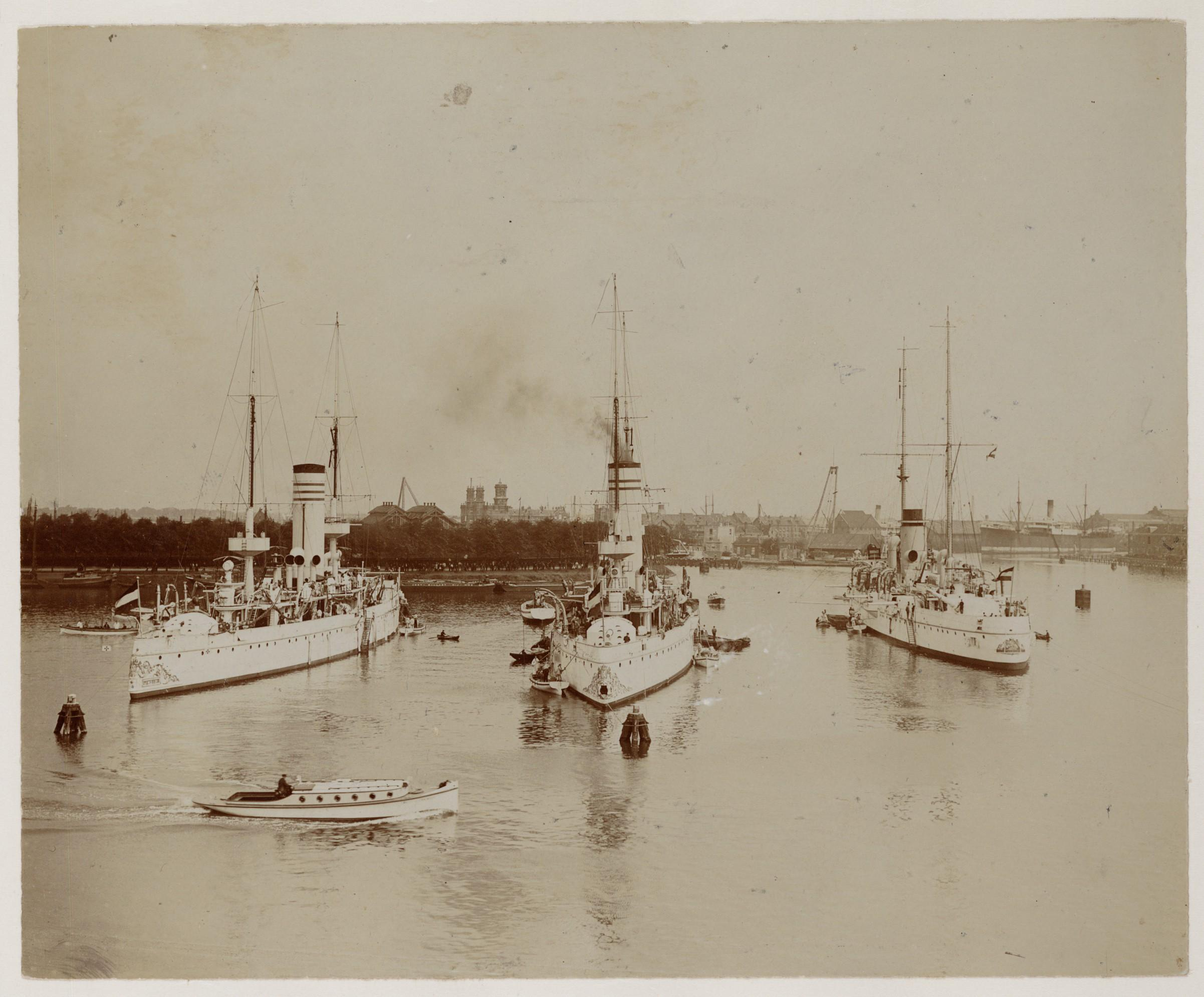
Pantserschepen van de Koninklijke Marine, van links naar rechts de Jacob van Heemskerck, de Evertsen en de Piet Hein, gezien naar de Oosterdoksdoorgang.

Een pantserschip is een zwaar type oorlogsschip dat bij de zeemachten dienstdeed voordat het tijdperk van de slagschepen, van 1906 tot 1945, aanbrak. Pantserschepen danken hun naam aan de zware pantserhuid die boven de waterlijn was aangebracht, ter bescherming tegen granaatinslagen. 
La Gloire van de Franse Marine was het eerste zeegaande oorlogsschip waarvan de romp met ijzer was bekleed. Het werd in 1859 in dienst genomen. Het eerste pantserschip voor de Engelse Royal Navy was de HMS Warrior, als antwoord op de Franse La Gloire een jaar later. Dit waren nog houten schepen die voor hun bescherming van ijzeren platen op de romp kregen, daarom hun naam ironclads. De pantserschepen daarna werden uitsluitend van ijzer gemaakt en weer later van staal.
In de begintijd waren het zeilschepen, latere pantserschepen werden door stoommachines aangedreven. Aanvankelijk stond het geschut nog, zoals bij de oude zeilschepen gebruikelijk was, op een tussendek opgesteld en moest het schip manoeuvreren om op het doel te richten. Naderhand deed de draaibare geschuttoren zijn intrede, waarmee het richten van het geschut een stuk eenvoudiger werd. Een ander voordeel van de geschuttoren was de grotere hoogte van het geschut boven de waterlijn, waardoor een beter zicht werd verkregen.
Met de indienststelling van het slagschip de HMS Dreadnought in 1906 waren alle bestaande pantserschepen op slag verouderd.

## Koninklijke Marine
De volgende ironclads en pantserschepen hebben voor de Koninklijke Marine gevaren:

### Ironclads
- De Ruyter 1863-1874

Ramtorenschepen, met een ramsteven
- Prins Hendrik der Nederlanden 1866 - 1905
- Buffelklasse
  - Buffel 1868 - 1940, 1945 - 1973, daarna museumschip in Hellevoetsluis
  - Guinea 1870 - 1897
- Schorpioenklasse
  - Schorpioen 1868 - 1908, tegenwoordig museumschip van het Marinemuseum (Den Helder)
  - Stier 1868 - 1925, in maart 1926 werd dit schip gebruikt als oefendoel voor de Marine Luchtvaartdienst. Een Van Berkel W-A watervliegtuig, met de aanduiding W-70, gooide diverse bommen op de Stier die bij de vuurtoren Lange Jaap voor anker lag.[1] De Stier is direct na deze oefening gezonken.
- Koning der Nederlanden 1874 - 1895

### Pantserschepen
- Evertsenklasse
  - Evertsen 1894 - 1914
  - Piet Hein 1894 - 1914
  - Kortenaer 1894 - 1920
- Koningin Regentesklasse
  - Koningin Regentes 1900 - 1920
  - De Ruyter 1901 - 1923
  - Hertog Hendrik 1902 - 1945
- Marten Harpertsz. Tromp 1904 - 1927
- Jacob van Heemskerck 1906 - 1948, daarna Hr.Ms. Neptunus
- De Zeven Provinciën 1909 - 1942